# Deltadromeus
A Deltadromeus (nevének jelentése 'delta futó') a nagyméretű ceratosaurus theropoda dinoszauruszok egyik neme, amely Észak-Afrika területén élt. A méretéhez képest hosszú, szokatlanul karcsú hátsó lábakkal rendelkezett, ami arra utal, hogy gyors futó volt. A koponyája nem került elő. Egy faj (a D. agilis, avagy a 'gyors delta futó') két fosszilis példánya került elő a Bahariya-formációból és a Kem Kem-rétegekből, amelyek a késő kréta korban (a cenomani korszakban), mintegy 95 millió évvel ezelőtt keletkeztek. Lehetséges, hogy kortársa, a Bahariasaurus fiatalabb szinonimája.

## Anatómia

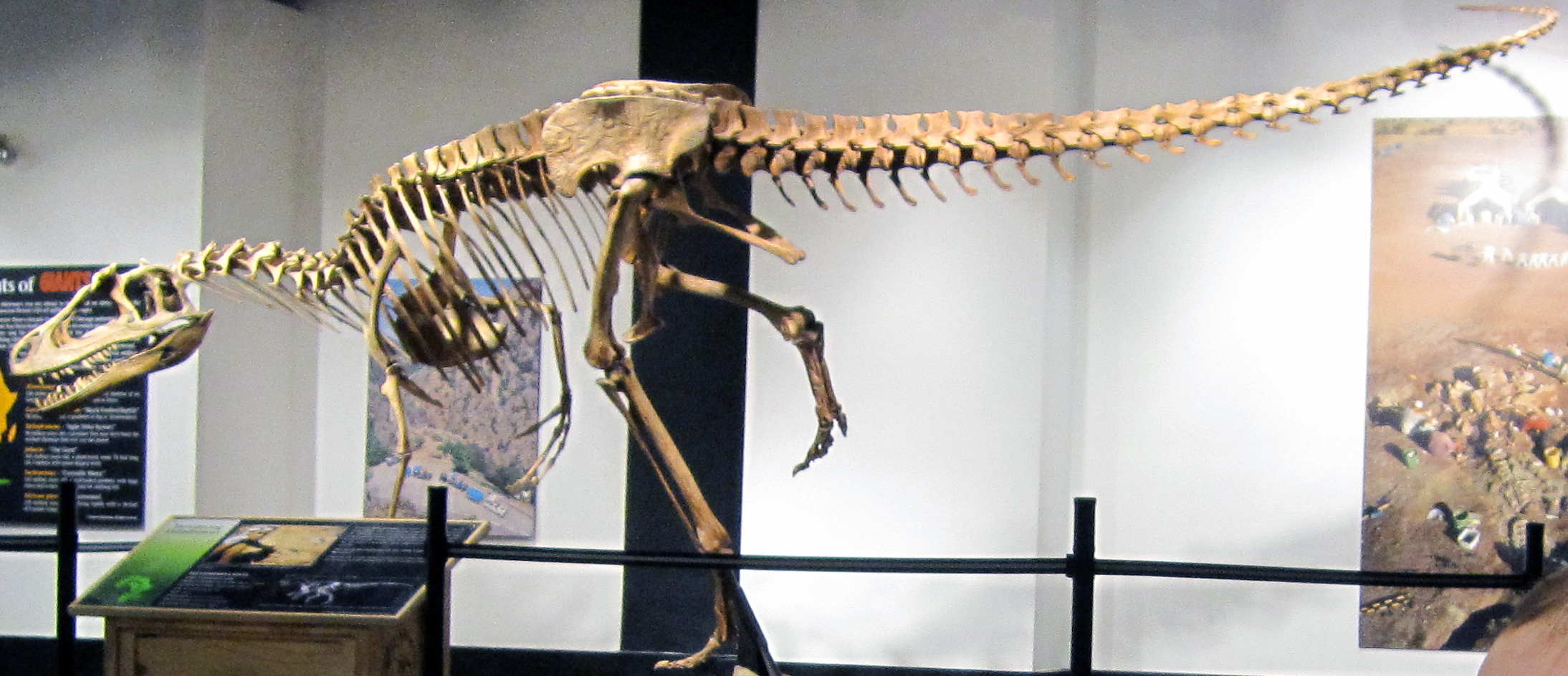
A Deltadromeus rekonstruált koponyával kiegészített felállított csontváza a Montshire Museumban

A Deltadromeus agilis majdnem teljes holotípus csontváza (a SGM-Din2 katalógusszámú lelet) a becslés szerint 8 méter hosszú volt.
Ernst Stromer egy második (IPHG 1912 VIII katalógusszámú) példányról eredetileg a Bahariasaurus fajaként készített leírást, azonban ezt Paul Sereno 1996-ban a Deltadromeus egyik példányaként jelölte meg. Ez a második egy jóval nagyobb példány, amely egy 1,22 méter hosszú combcsonttal rendelkezik, míg a holotípus combcsontja csak 0,74 méter.
A Deltadromeus csontvázait ugyanazokban a formációkban találták meg, amelyekből olyan óriás theropodák kerültek elő, mint a Carcharodontosaurus és a Spinosaurus, emellett lehetséges, hogy a Deltadromeus a Bahariasaurus szinonimája. A koponya maradványait sem a Deltadromeus, sem a Bahariasaurus esetében nem találták meg, és bár a fosszília-kereskedők gyakran árusítanak „Deltadromeus” címkével ellátott húsevő fogakat, valójában nem lehet tudni, hogy ezek a leletek ettől az állattól származnak-e.

## Osztályozás
A Deltadromeust eredetileg nagyméretű coelurosaurusként írták le, de az újabb keletű tanulmányok szerint valójában ceratosaurus volt, noha a csoporton belüli pontos helye nem határozható meg. Egy 2003-as tanulmány alapján a Noasauridae család tagja, más művek szerint azonban jóval kezdetlegesebb, feltehetően a kezdetleges ceratosaurusok közé tartozó Elaphrosaurus és Limusaurus rokona.

## Fordítás
- Ez a szócikk részben vagy egészben a Deltadromeus című angol Wikipédia-szócikk ezen változatának fordításán alapul.  Az eredeti cikk szerkesztőit annak laptörténete sorolja fel. Ez a jelzés csupán a megfogalmazás eredetét és a szerzői jogokat jelzi, nem szolgál a cikkben szereplő információk forrásmegjelöléseként.